# Lithium-ion-accu

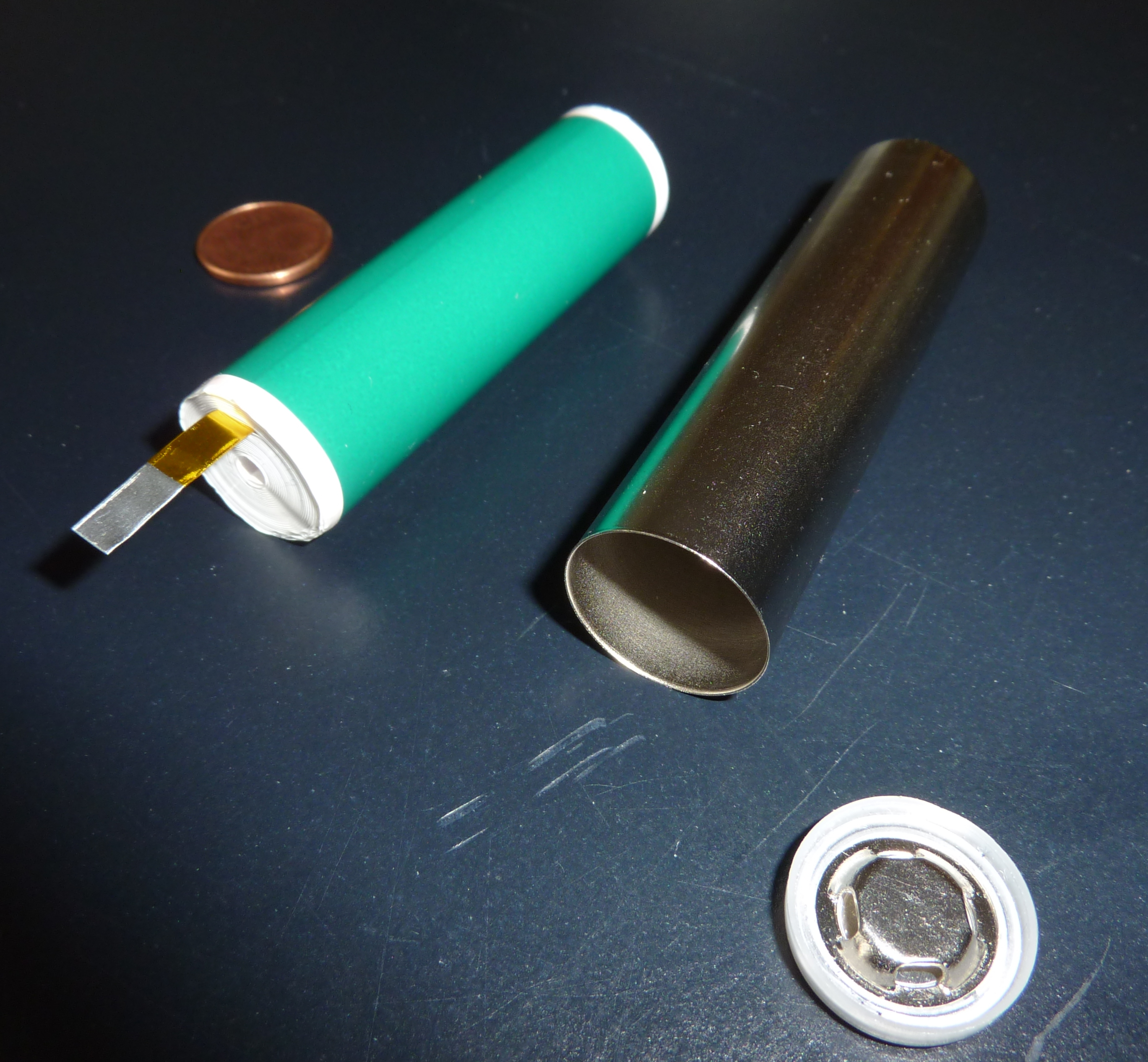
Cilindrische cel voordat hij gesloten wordt (18650)

Een lithium-ion-accu of Li-ion-accu is een oplaadbare batterij die vaak in consumentenelektronica en elektrische auto's wordt gebruikt, vooral vanwege de hoge energiedichtheid en lange levensduur.
De Li-ion-accu kent een aantal vormen. De bekendste is het type 18650-cilindrische cel. Maar ook de Li-polymeerpouchcellen zijn lithium-ion qua chemie.
De lithium-ion-accu dient niet te worden verward met de (niet-oplaadbare) lithiumbatterij die vaak in rookmelders gebruikt wordt. De meeste consumentenproducten bevatten voornamelijk accu's met een bronspanning van 3,7 volt zoals lithiumkobaltoxide (LiCoO2) en lithiumionmangaanoxide (LiMn2O4, Li2MnO3 of LiMnO). 
De lithium-ion-familie van accu's omvat daarnaast ook andere soorten zoals lithiumijzerfosfaat (LiFePO4) en lithiumtitanaat (LTO).  Deze accu's hebben vaak andere eigenschappen, specificaties en toepassingen. De verschillen worden veroorzaakt door het materiaal dat gebruikt is voor de anode (alleen LTO) of kathode, daar komt de benaming dan ook vandaan.
De accu mag nooit te ver ontladen worden en wordt daarom meestal gebruikt in een apparaat dat voorzien is van een regelsysteem, het zogeheten battery management system of BMS. Dat systeem voorkomt te diepe ontlading en overladen. De accu is dan ook vaak specifiek voor een apparaat gemaakt, in tegenstelling tot bijvoorbeeld een nikkel-metaalhydrideaccu (NiMH) en de nikkel-cadmium-accu (NiCd). 
Diepontlading gebeurt wanneer de accu verder ontladen wordt dan de minimale toegestane accuspanning. Afhankelijk van de chemie ligt die tussen 2,8 en 3,0 volt. Diepe ontlading heeft interne beschadiging tot gevolg. Een goed functionerend regelsysteem stopt de stroomvoorziening wanneer de interne spanning te laag dreigt te worden.

## Elektrochemie
In het geval dat de anode van deze batterij grafiet is en de kathode LiCoO2, krijgt men de volgende halfreacties:
anode: {\displaystyle {\ce {LiC6->C6 + Li+ + e-}}}
kathode: {\displaystyle {\ce {CoO2 + Li+ + e- -> LiCoO2}}}
Het elektrolyt tussen de anode en kathode geleidt de ionen. In deze batterij zijn het de Li+-ionen die hiervoor verantwoordelijk zijn.
De bovenstaande halfreacties verlopen naar links in de situatie dat de batterij opgeladen wordt, en wel met behulp van de externe elektronenstroom.
Idealiter zou voor de anode van de lithiumbatterij zuiver lithium worden gebruikt. Het commerciële gebruik van lithium heeft echter twee nadelen. 
1. Lithium is zeer reactief, waardoor het ontvlambaar is.
2. Lithium verandert tijdens het opladen van structuur: dendriet. Dendriet-vorming kan leiden tot kortsluiting door schade aan te brengen aan de separator. Om dit probleem op te lossen wordt lithium-intercalatie gebruikt. Intercalatie betekent dat moleculen (of ionen) worden ingebracht in een materiaal met een gelaagde structuur. Dit wil zeggen dat lithium-ionen worden gelaagd in bijvoorbeeld grafiet. De structuur van het grafiet blijft hetzelfde, maar de lithium-ionen kunnen vrij door het gastmateriaal bewegen.[3]

## Opbouw

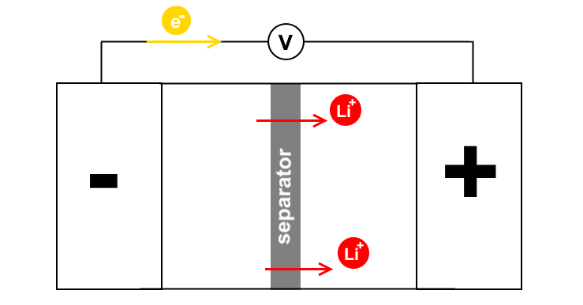
Opbouw van de lithium-ion-accu

### Anode
De negatieve elektrode (−) van de batterij wordt de anode genoemd. Bij het ontladen van de batterij verloopt de hierboven gegeven elektrochemische reactie. Daarbij wordt de anode geoxideerd en geeft haar elektronen af aan een extern circuit (zie afbeelding Opbouw van de lithium-ion-accu).

### Kathode
De positieve elektrode (+) van de batterij wordt de kathode genoemd. Bij het ontladen van de batterij verloopt de hierboven aangegeven elektrochemische reactie. De kathode accepteert de door de anode afgegeven elektronen uit het externe circuit en wordt daarbij gereduceerd (zie afbeelding Opbouw van de lithium-ion-accu).

### Elektrolyt
Het elektrolyt is het medium dat iontransport tussen de anode en kathode bewerkstelligt. Er kan een onderscheid gemaakt worden tussen vloeibare elektrolyten en vaste-stofelektrolyten. De vloeibare elektrolyten worden gemaakt door een zout op te lossen in een oplosmiddel. De vaste-stofelektrolyten ontvangen steeds meer wetenschappelijke aandacht, zoals het polymeer-elektrolyt. Tijdens de ontlading van de batterij bewegen de lithium-ionen door het elektrolyt van de anode naar de kathode (zie afbeelding Opbouw van de lithium-ion-accu).

### Separator
Tussen de anode en kathode wordt een separator aangebracht, in de vorm van polyethyleen of polypropyleen. De separator zorgt ervoor dat de anode en kathode van elkaar geïsoleerd zijn, terwijl de ionen er nog doorheen kunnen bewegen. Om de vaste-elektrolyt-fase te beschermen tegen ontbinding bij het opladen wordt er gebruik gemaakt van een vaste elektrolytinterfase. Dit is een passiveringslaag die zich op de negatieve elektrode zet en het elektrolyt beschermt tegen ontbinding. Als de passiveringslaag verdwijnt heeft dit een negatief effect op de prestaties van de batterij, zoals de capaciteit en totale levensduur.

### Ontladen/laden
Door de opbouw van de batterij en de eigenschappen van de gebruikte chemische stoffen zullen elektronen spontaan door het externe circuit gaan bewegen als dat gesloten wordt met een geleider. De anode is dan de minpool en de kathode de pluspool van de batterij. Bij het laden van de batterij echter worden de elektronen door toedoen van een externe spanningsbron (de batterijoplader) als het ware gedwongen om in tegengestelde richting te gaan bewegen. Alle hierboven beschreven processen verlopen dan in tegengestelde richting. De anode accepteert elektronen en wordt dus gereduceerd, de kathode staat elektronen af en wordt dus geoxideerd. En de lithium-ionen in het elektrolyt bewegen eveneens in tegengestelde richting, dus van kathode naar anode.

## Eigenschappen

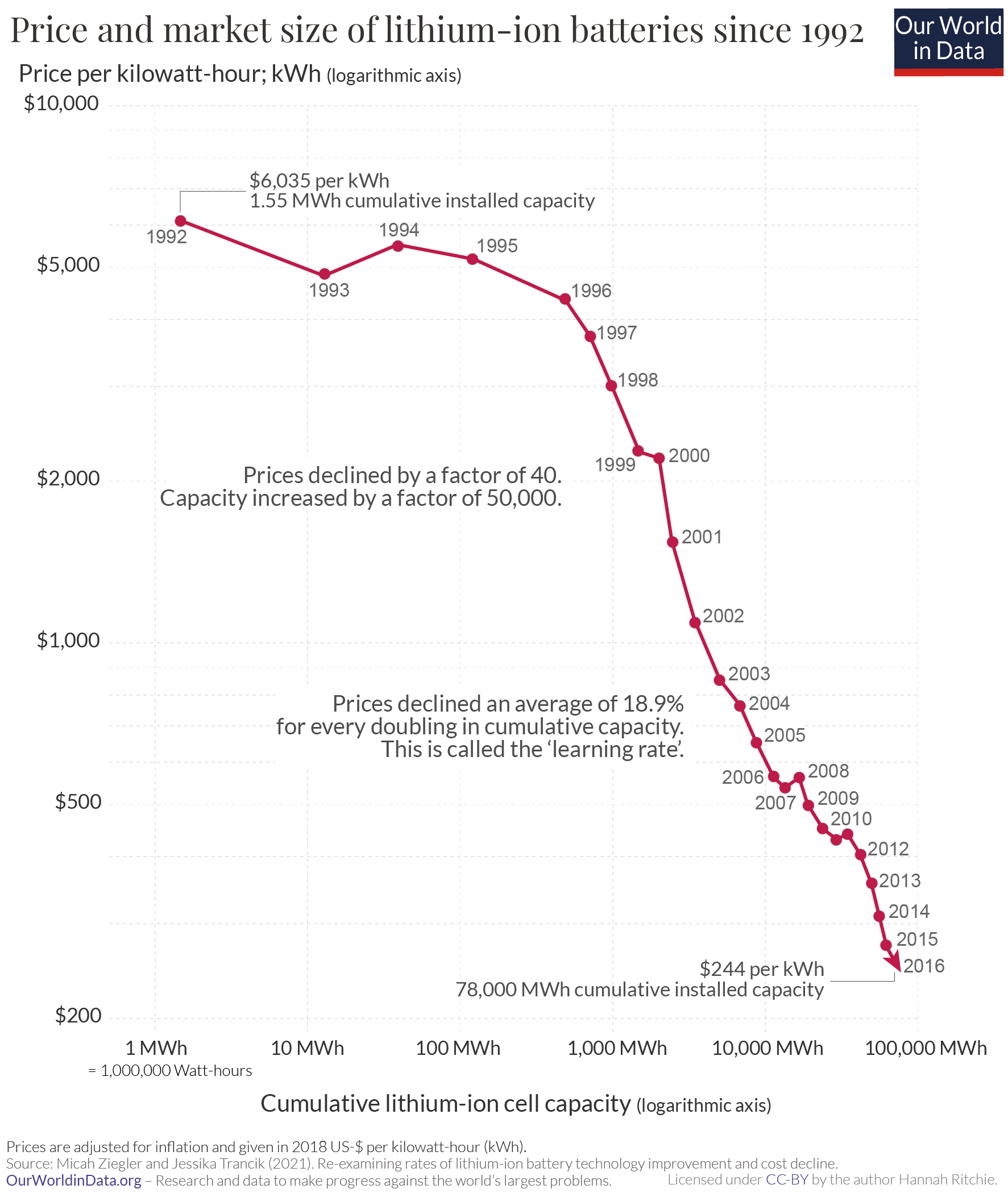
Leercurve van lithium-ion batterijen: de prijs van batterijen daalde met 97% in drie decennia.

De veelgebruikte lithiumkobaltoxide- en lithiumionmangaanoxide-gebaseerde lithium-ion-accu's hebben vaak een nominale spanning van 3,6 tot 3,8 V. Deze nominale spanning, ook wel bronspanning genoemd, is de spanning waarbij 50% van de energie nog aanwezig is.
De spanning varieert echter van 2,4 tot 4,3 V. Deze spanningen zijn echter uiterste waarden waarbij de degradatie van een accu toeneemt. Daarom wordt 3,0 of 2,8 V meestal als minimumspanning aangehouden en 4,2 V vaak als maximumspanning. Hogere accuspanningen worden bereikt door cellen in serie te schakelen.
Hoe lang het duurt om een Li-ion-accu op te laden hangt af van de capaciteit en de maximumstroom van de lader. De fractionele stroom (C-rate) van een accu geeft de relatieve stroom aan ten opzichte van de capaciteit. 1 C voor een 100Ah-accu is bijvoorbeeld 100 A en 2 C voor een 18Ah-accu is 36 A. De fractionele stroom heeft als eenheid [1/uur] en daardoor geeft de gebruikte C-rate tegelijk de laad en ontlaadtijd aan. 
Het laden van een typische 3 Ah 18650 Li-ion-accu met een maximum van 2 C (gelijk aan 6 A) zou ook 1/2 uur moeten duren. Meestal duurt dit echter langer omdat laders aan het einde van de laadcyclus overstappen naar het aanbieden van een constante spanning.
De levensduur is beperkt tot een aantal laadcycli, meestal ongeveer 2000 maal volledig laden en ontladen. Op een bepaald moment neemt de capaciteit af waardoor de accu onbruikbaar wordt, bij elektrische voertuigen is dit bijvoorbeeld al bij 80% van de originele capaciteit. De levensduur is te verlengen door de accu voornamelijk te gebruiken tussen 30% en 80% vol. Bij lage temperaturen (< 0 °C) mogen Li-ion-accu's niet geladen worden. Dit beschadigt de accu.

## Voor- en nadelen
Voordelen:
- Hoogste energiedichtheid (volume en massa).
- Geringe zelfontlading (alleen door geïntegreerd regelsysteem).
- Geen geheugeneffect (geen capaciteitsvermindering bij het consequent laden van een accu voordat ze leeg is).
- Hoog vermogen (sterk afhankelijk van de soort en de fysieke opbouw).
- Milieuvriendelijker dan andere batterijen.
- Lange levensduur.

Nadelen:
- Hoge kostprijs (alhoewel de batterijen alsmaar goedkoper worden).
- Kans op explosie en brand door hoge temperaturen.
- Ontginnen van kobalt is niet milieu- en mensvriendelijk (alhoewel kobalt niet in alle types lithiumbatterijen zit).
- PFAS-vervuiling.[5]

## Levensduur
Een nadeel is dat de Li-ion-accu continu haar capaciteit verliest, al wordt hij niet gebruikt. Dit verlies is groter bij hogere temperaturen. Door dit chemisch verval gaat een laptopaccu ongeveer 3 tot 5 jaar mee. Dit afbraakfenomeen wordt versterkt wanneer de accu volledig is opgeladen.
| Bewaartemperatuur | Capaciteitsverlies na 1 jaar | Capaciteitsverlies na 1 jaar  |
| ----------------- | ---------------------------- | ----------------------------- |
|                   | (half-opgeladen batterij)    | (volledig opgeladen batterij) |
| 0 °C              | 02%                          | 06%                           |
| 25 °C             | 04%                          | 20%                           |
| 40 °C             | 15%                          | 35%                           |
| 60 °C             | 25%                          | 40% (na 3 maanden)            |

Vanwege de hoge kostprijs van Li-ion-accu's is het verantwoord om de levensduur ervan te verhogen. Dit kan met inachtneming van de volgende maatregelen:
Bewaren:
- Bij een koele omgeving (< 25 °C)
- Niet leeg bewaren, maximaal opgeladen tot 80%
- Langdurig bewaren van lithium-ion-accu's geschiedt best in een luchtdicht recipiënt bij een temperatuur van 4 tot 5 °C en met 50 tot 60% lading. Elk half jaar wordt best gecontroleerd of de accu dient te worden bijgeladen. Laad de accu pas (bij) nadat deze weer op kamertemperatuur is gekomen.

Tijdens gebruik:
- Niet geheel op- of ontladen. Indien mogelijk de accu tussen 30 en 80% van zijn capaciteit houden zorgt voor een maximale levensduur. Een diepe laadcyclus is slechts sporadisch nodig bij smartaccu's om ze te kalibreren.
- Zoveel mogelijk opladen met netvoeding. Het gebruik van snelladers vermijden.

De fabrikanten leveren hun Li-ion-accu's meestal af met 40% lading. Daarbij blijft de accu het langste goed.

## Recyclage
Lithium-ion-accu’s zijn complex en bevatten veel verschillende materialen. Hierdoor is de recyclage van een lithium-ion-accu moeilijk. De accu ondergaat eerst mechanische behandelingen zoals scheiding, reiniging en vermaling. Gedurende deze processen worden de scheikundige verbindingen waaruit de kunststoffen bestaan niet afgebroken. Daarna worden plastics, aluminium en koper gescheiden aan de hand van pyrolyse. De gepyrolyseerde materialen worden vermalen en gezeefd. Door magnetische separatie worden de ijzerhoudende metalen gescheiden van de oxiden en hydroxiden. Het mengsel dat nu overblijft, bestaat uit lithium, mangaan, kobalt en nikkel in verschillende verhoudingen. De metalen dienen opnieuw als grondstoffen voor diverse industrieën. Lithium-ion accu’s worden vaak niet gerecycleerd, mede door het feit dat het economisch (nog) niet interessant is (tot 2020).